# Кураї Такасі
Такасі Кураї (яп. 倉井高志, Кураї Такасі, 1955, Японія) — японський дипломат. Посол Японії в Україні (2019 — 2021). Володіє англійською та російською мовами.

## Життєпис
Народився у 1955.
З 1981 на дипломатичній роботі в МЗС Японії.
З 1984 — співробітник Посольства Японії в СРСР.
З 1989 — Заступник директора відділу політики безпеки Бюро інформації та аналізу
З 1991 — Заступник директора 1-го відділу Європи у бюро європейських справ.
З 1993 — Заступник директора, Директор відділу політики безпеки Бюро зовнішньої політики.
З 1995 — Радник з політичних питань посольства Японії в РФ.
З 1999 — Директор Відділу допомоги в Бюро європейських справ.
З 2001 — Директор Відділу Центральної та Південно-Східної Європи, Бюро європейських справ
З 2003 — Директор 1-го відділу Служби розвідки та аналізу
З 2005 — Міністр Посольства Японії в РФ.
З 2008 — Міністр Постійного представництва Японії в міжнародних організаціях у Відні
З 2010 — Заступник генерального директора Служби розвідки та аналізу.
З 2012 — Міністр, Заступник посла Японії в Республіці Корея.
З 2014 — Надзвичайний і Повноважний Посол Японії в РФ.
З лютого 2016 — Надзвичайний і Повноважний Посол Японії у Пакистані.
4 грудня 2018 призначений урядом Японії Надзвичайним і Повноважним Послом Японії в Україні. Перебуває на посаді в Україні з 23 січня 2019. 11 лютого 2019 вручив вірчі грамоти Президентові України Петру Порошенку.
23 серпня 2021 представляв Японію на Кримській платформі.
Закінчив дипломатичну місію в Україні 27 серпня 2021 року.

## Нагороди
- Орден «За заслуги» ІІІ ступеня (Україна, 22 серпня 2020) — за вагомий особистий внесок у зміцнення міжнародного авторитету України, розвиток міждержавного співробітництва, плідну громадську діяльність[6].